# Tadeusz Jastrzębiec-Bobrowski
Tadeusz Jastrzębiec-Bobrowski (ur. 4 czerwca 1876 w Koropcu, zm. 31 stycznia 1936 w Warszawie) – polski artysta fotograf. Członek rzeczywisty Fotoklubu Polskiego. Prezes Zarządu Związku Polskich Towarzystw Fotograficznych. Prezes Zarządu oraz prezes honorowy Polskiego Towarzystwa Fotograficznego. Orędownik i popularyzator sztuki fotograficznej w Polsce. Major Wojska Polskiego II Rzeczypospolitej.

## Życiorys
W 1889 roku podjął naukę zawodu w drukarni w Kołomyi – w 1901 został dyrektorem drukarni Uniwersytetu Jagiellońskiego w Krakowie. W późniejszym czasie był dyrektorem wydawnictwa oraz drukarni dziennika porannego Kurier Lwowski. W 1914 został żołnierzem Legionów Polskich – uczestniczył w walkach, w czasie kampanii w Karpatach (1914–1915). W 1918 przeniesiony na front włoski. Po zakończeniu działań wojennych został komendantem Wojskowego Zakładu Karnego w Warszawie, w 1920 roku został zatrudniony w warszawskiej Komendzie Miasta, od 1923 roku – do śmierci był dyrektorem Głównej Drukarni Wojskowej w Warszawie.
Tadeusz Jastrzębiec-Bobrowski był związany z warszawskim środowiskiem fotograficznym – aktywnie uczestniczył w pracach Polskiego Towarzystwa Fotograficznego, będąc jego członkiem rzeczywistym oraz członkiem Zarządu PTF. W latach 1928–1930 oraz w latach 1935–1936 pełnił funkcję prezesa Zarządu PTF. W późniejszym czasie został prezesem honorowym Polskiego Towarzystwa Fotograficznego. W latach 1935–1936 był również prezesem Zarządu Związku Polskich Towarzystw Fotograficznych w Polsce. Był orędownikiem zorganizowanego i zjednoczonego ruchu fotograficznego w Polsce oraz popularyzatorem polskiej fotografii – pisał m.in. artykuły do ówczesnej specjalistycznej prasy fotograficznej. W 1936 roku został przyjęty w poczet członków rzeczywistych Fotoklubu Polskiego.
Tadeusz Jastrzębiec-Bobrowski zginął śmiercią samobójczą w budynku Głównej Drukarni Wojskowej w Warszawie, w dniu 31 stycznia – pochowany w dniu 5 lutego 1936 roku, w kwaterze legionistów Cmentarza Wojskowego na Powązkach.

## Odznaczenia
- Krzyż Walecznych (czterokrotnie)
- Krzyż Kawalerski Orderu Odrodzenia Polski (1923)
- Medal 3 Maja (1925)
- Złoty Krzyż Zasługi
- Krzyż Niepodległości (1930)
- Odznaka Pamiątkowa Więźniów Ideowych (1931)
- Medal Pamiątkowy za Wojnę 1918–1921 (1928)
- Medal Dziesięciolecia Odzyskanej Niepodległości (1929)

Źródło